# Edinho Baiano
Édson Manoel do Nascimento, plus communément appelé Edinho Baiano est un footballeur brésilien né le 27 juillet 1967.